# Aleardo Terzi
Pour les articles homonymes, voir Terzi.
Aleardo Terzi, né à Palerme le 6 janvier 1870 et mort à Castelletto sopra Ticino le 15 juillet 1943, est un artiste peintre, graveur et illustrateur italien, lié à l'Art nouveau.

## Biographie
Fils de l'artiste peintre Andrea Terzi (1842-1918) et de Rose Engel, issue d'une famille d'éditeurs originaires de Suisse, Aleardo a un frère cadet Amedeo John Engel Terzi, qui deviendra illustrateur scientifique.
Il entre en formation à l'Académie des beaux-arts de Palerme, puis collabore à la La Tribuna illustrata, où il rencontre le graphiste Giovanni Mataloni,.
Ce dernier le fait rentrer au service de la Casa Ricordi en 1898, basée à Milan. Au contact de  Adolfo Hohenstein, Marcello Dudovich, Leopoldo Metlicovitz et Leonetto Cappiello, il devient un illustrateur confirmé, produisant des affiches publicitaires. Il collabore entre autres aux suppléments du Corriere della Sera,.
En 1903, il est brièvement à Londres avec son frère Amedeo.
En 1904, il est nommé directeur artistique de la maison d'édition Danesi à Rome et la revue annuelle Novissima marquée par l'Art nouveau. L'année suivante, il épouse Adele Bonfiglio ; le couple a trois fils.
En 1906, il se lance dans l'illustration destinée à la jeunesse, travaillant entre autres avec Luigi Bertelli pour la maison Bemporad à Florence. Il fournit également des dessins au Corriere dei Piccoli.
Après 1910, il fournit des motifs décoratifs à l'entreprise Richard-Ginori, et se lance dans la conception de costumes pour le théâtre.
En 1913, il expose des peintures dans le cadre de la Secessione romana (it) et compose le catalogue officiel. Il ne cesse pas cependant de produire des publicités : de cette époque date une célèbre affiche, pour la marque de dentifrice Dentol. Ses créations graphiques destinées au monde de l'édition sont présentées en 1914 à l'exposition de Leipzig.
En 1921, il crée le logo de la société milanaise de vernis MaxMeyer. Il rejoint la même année le Gruppo Romano Incisori Artisti (GRIA), association d'artistes graveurs établie à Rome fondée par Federico Hermanin (it), avec laquelle Aleardo Terzi expose.
De 1923 à 1930, il dirige l'Istituto del libro d'Urbino, une importante école de formation aux arts du livre. Durant cette période, il est nommé directeur artistique de l'encyclopédie Treccani.
Au début des année 1930, il retourne vivre à Milan et se consacre à la création graphique publicitaire pour diverses sociétés. Il se lance également dans la production de pointes sèches dans un style très personnel, destinées à une encyclopédie des contes de fée (Enciclopedia della Fiaba ).
Il se retire ensuite à Castelletto sopra Ticino pour se consacrer à la peinture.

## Œuvre

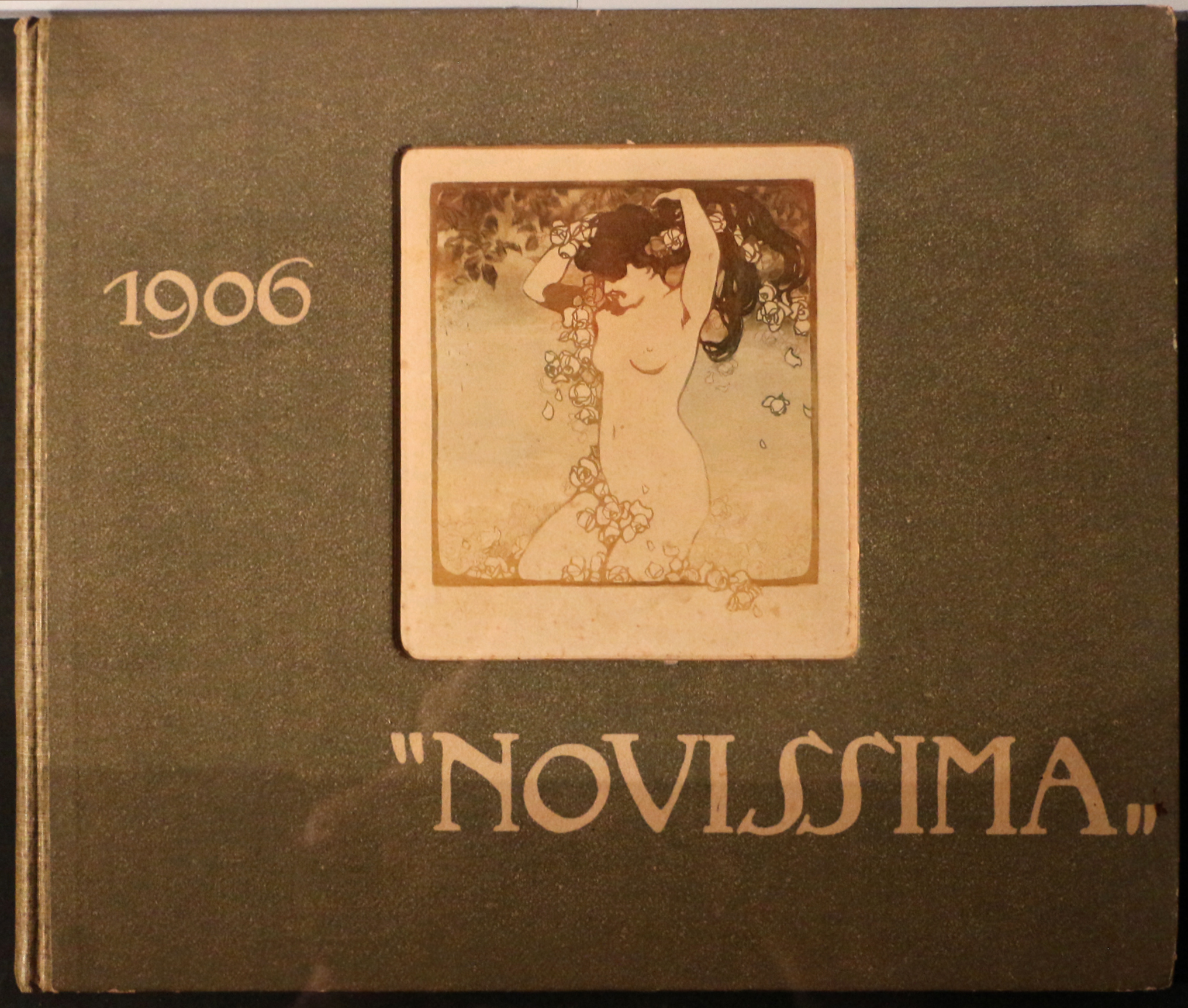
Couverture de Novissima, Milan, 1906
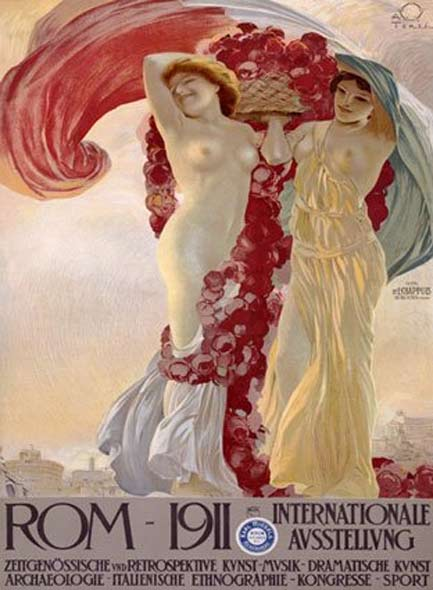
Affiche pour l'Exposition internationale d'art de Rome, 1911
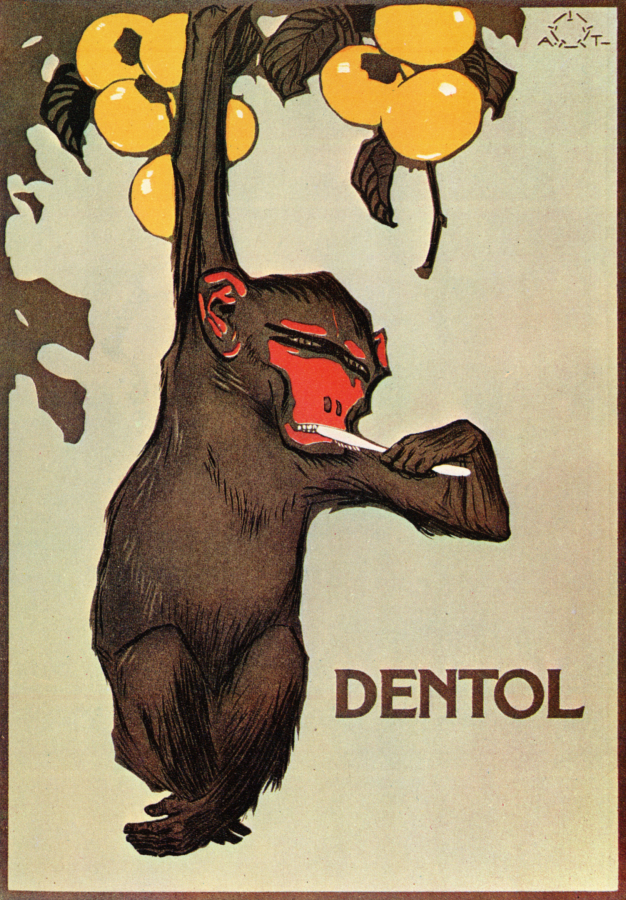
Affiche Dentol, 1914
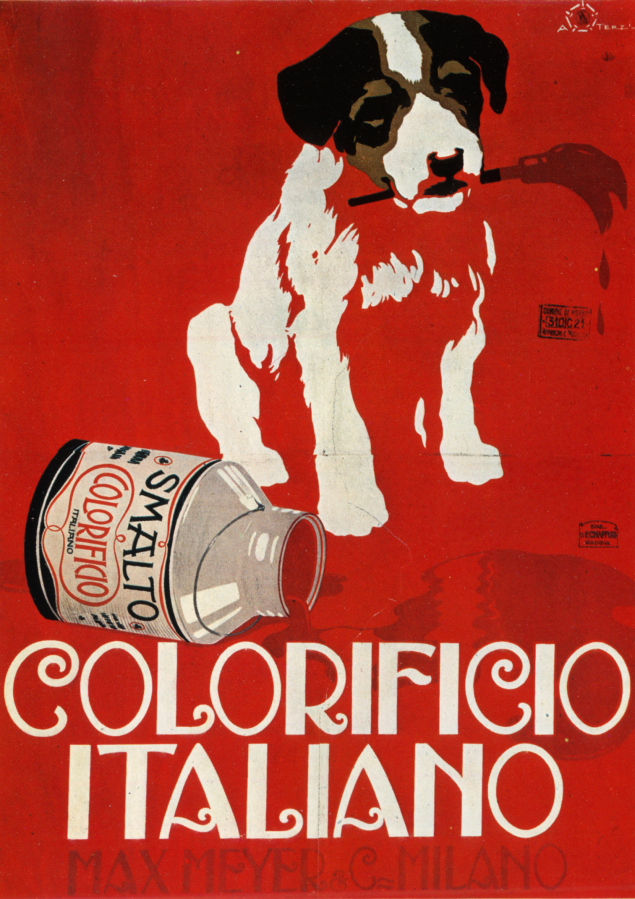
Affiche pour les colorants MaxMeyer, 1921
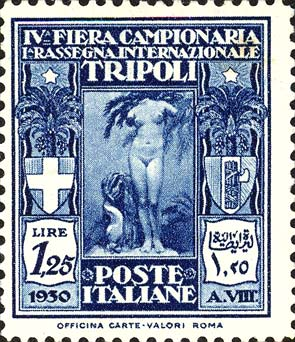
« Vénus de Cyrène », timbre pour la Poste italienne, 1930